# Omar (kalif)
Omar, polno ime Omar ibn al-Hattab (arabsko عمر بن الخطاب), islamski kalif, * 585, Meka, † 3. november 644, Medina.
23. avgusta 634 je nasledil Abu Bakra (632–634) kot drugi kalif Rašidunskega kalifata in vladal do svojega umora leta 644. Umar je bil pomemben spremljevalec in tast islamskega preroka Mohameda. Bil je tudi izkušen muslimanski pravnik, znan po svoji pobožni in pravični naravi, zaradi česar si je prislužil naziv al-Faruk [»ki razloči (med pravico in krivico)«].
Omar je kot razsodnik klana Adi sprva nasprotoval Mohamedu, svojemu daljnemu sorodniku iz klana Kurajiši. Po spreobrnitvi v islam leta 616 je bil prvi musliman, ki je odkrito molil pred Kaabo. Umar je sodeloval v skoraj vseh bitkah in odpravah pod Mohamedom, tako da mu je prerok za njegove razsodbe podelil naziv Al-Faruk. Po Mohamedovi smrti je Omar obljubil zvestobo Abu Bakru kot prvemu kalifu in mu služil kot zaupen svetovalec do njegove smrti leta 634, ko ga je Abu Bakr predlagal za svojega naslednika.
Omar je kalifat širil z izjemno hitrostjo, zavladal je Sasanidskemu cesarstvu in več kot dvema tretjinama Bizantinskega cesarstva. Z napadi na Sasanidsko cesarstvo je v manj kot dveh letih (642–644) osvojil Perzijo. Po judovskem izročilu je Omar razveljavil krščansko prepoved vstopa Judom v Jeruzalem in jim razen tega dovolil njihovo bogoslužje. Omarja je leta 644 umoril perzijski suženj Abu Lulua Firuz.
Zgodovinarji na splošno menijo, da je bil Omar eden najmočnejših in najvplivnejših muslimanskih kalifov v zgodovini. V sunitski islamski tradiciji ga spoštujejo kot velikega, pravičnega vladarja in vzornika islamskih vrlin, za nekatere pa je drugi največji sahab po Abu Bakru. Dvanajstera šiitska tradicija gleda nanj negativno.

## Zgodnje življenje
Omar se je rodil v Meki v klanu Banu Adi, ki je bil odgovoren za arbitražo med plemeni. Njegov oče je bil Katab ibn Nufajl in njegova mati je bila Hantama bint Hišam, iz plemena Banu Makzum. V mladosti je skrbel za očetove kamele na ravnicah blizu Meke. Njegov oče je bil trgovec, poznan v svojem plemenu po svoji pameti. Umar sam je dejal: "Moj oče al-Katab je bil neusmiljen človek. Včasih me je prisilil, da sem trdo delal; če nisem delal, me je pretepal in delal sem  do onemoglosti."
Kljub temu, da je bila nepismenost za predislamsko Arabijo nekaj običajnega, se je Omar že mlad naučil brati in pisati. Čeprav sam ne pesnik je razvil ljubezen do poezije in književnosti. V skladu s tradicijo Kurajšev se je že v najstniških letih naučil borilnih veščin, jahanja in rokoborbe. Bil je visok, močnega telesa in znan kot rokoborec. Bil je tudi nadarjen govornik, ki je nasledil očeta kot arbiter med plemeni.
Omar je postal trgovec in opravil več potovanj v Rim in Perzijo, kjer naj bi se srečal z različnimi učenjaki in pretehtaval rimljansko in perzijsko družbo. Kot trgovec je bil neuspešen. Tako kot drugi okoli njega je bil tudi Omar v svojih predislamskih dneh prijatelj alkoholnih pijač.

## Za življenja Mohameda

### Začetna sovražnost do islama
Leta 610 je Mohamed začel pridigati sporočilo islama. Omar pa je, tako kot mnogi drugi v Meki, nasprotoval islamu in celo grozil, da bo ubil Mohameda. Odločil se je braniti tradicionalno politeistično religijo Arabije. Bil je nepopustljiv in krut v nasprotovanju Mohamedu in je zelo izstopal pri preganjanju Muslimanov. Priporočil je Mohamedovo smrt. Trdno je verjel v enotnost plemena Kuraiš in videl novo vero islama kot vzrok za razkol in neskladja.
Zaradi preganjanja je Mohamed nekaterim svojim privržencem ukazal, da se preselijo v Etiopijo. Potem ko se je majhna skupina muslimanov preselila, je Omarja zaskrbela  prihodnja enotnost Kuraišev in odločil se je Mohameda umoriti.

### Spreobrnjenje v Islam
Omar se je spreobrnil leta 616, eno leto po selitvi v Etiopijo.
O tem pripoveduje Sirah Ibn Šaka.  Na poti, da umori Mohameda, je Umar srečal svojega najboljšega prijatelja Nu'ajm ibn Abd Alaha,  ki se je na skrivaj spreobrnil v islam, a Omarju tega ni povedal. Ko mu je Omar povedal, da se je odločil ubiti Mohameda, je Nuajm rekel: "Pri Bogu, sam sebe varaš, Omar! Misliš, da bi te Banu Abd al-Manaf pustili pri življenju, ko bi jim ubil njihovega sina Mohameda? Zakaj se ne vrneš nazaj domov in vsaj svojo hišo spraviš v red?"
Nuaimal Hakim mu je rekel, naj se pozanima v svojem lastnem domu -  njegova sestra in njen mož sta se spreobrnila v Islam. Ob prihodu domov je Omar naletel na svojo sestro in svaka Zeta Said bin Zaida, svojega bratranca, med recitiranjem verzov Korana iz sure Ta-Ha. Začel je prepir s svakom. Ko se je v podporo svojemu možu vmešala njegova sestra, se je začel prepirati še z njo. Kljub temu sta mu oba govorila: "Lahko naju ubiješ, vendar se ne bova odrekla islamu". Ko je Omar to slišal, je udaril svojo sestro s tako silo,  da je okrvavljena padla na tla. Ko je videl, kaj ji je storil, se je začutil krivega, pomiril se je in jo prosil, naj mu da prebrati, kar sta recitirala. Sestra mu je odgovorila z ne: "nečist si in kdor ni čist, se ne sme dotakniti svete besede." Vztrajal je, toda sestra ni bila pripravljena dovoliti mu, da vzame  strani v roke, razen če si opere telo. Omar je končno popustil. Umil si je telo in nato začel brati naslednje verze: Resnično, jaz sem Alah: ni boga razen mene; zato služite (samo) meni in molite redno molitev v moj spomin (Koran 20:14). Izjokal se je in dejal:"Resnično je to beseda Alaha. Priča sem, da je Mohamed prerok Alaha." Ko je to slišal, je Kabab stopil v hišo in mu rekel: "O, Omar! Vesela novica za tebe. Včeraj je Mohamed molil k Alahu: 'O, Alah! Okrepi Islam z Omarjem ali z Abu Jalom, kakor ti je po želji.' Zdi se, da je njegov molitev bila uslišana v tvojo  korist."
Omar je nato odšel k Mohamedu z istim mečem, s katerim ga je hotel ubiti, in sprejel islam pred njim in njegovimi spremljevalci. Omar je bil star 39 let, ko se je spreobrnil v Islam.
Po enem poročilu je Omar po spreobrnjenju v islam odkrito molil pred Kaabo, prisotna urajska poglavarja Abu Jal in Abu Sufjan pa naj bi, kot poročajo, gledala z jezo na dogajanje. To je še dodatno pomagalo muslimanom, da so si upali odkrito častiti Islam. V tem trenutku je Omar celo izzval vsakogar, ki bi si upal muslimanom braniti molitev, čeprav se nihče ni upal vtikati v Omarja, ko je odkrito molil.
Omarjevo spreobrnjenje v islam je dalo moč muslimanom in islamski veri v Meki. Po tem dogodku so muslimani prvič odkrito molili v mošeji al-Haram. Abdulah Ibn Masud pravi:
Omarjeva odločitev za islam je bila naša zmaga, njegov odhod v Medino je bil naš uspeh, njegova vladanje pa blagoslov Alaha. V mošeji Al Haram nismo molili, dokler Omar ni sprejel islama. Ko je sprejel islam, so bili Korajši prisiljeni dovoliti nam moliti v mošeji.

### Selitev v Medino
Leta 622 je zaradi varnosti, ki jo je nudil Jatrib (kasneje preimenovan  Medīnat an-Nabī, ali preprosto Medina), Mohamed svojim privržencem ukazal, da se preselijo v Medino. Večina muslimanov je odšla ponoči, v strahu pred kuraiškim odporom, vendar naj bi Omar odšel odkrito, čez dan, rekoč: "Kdorkoli želi, da svojo ženo naredi vdovo in svoje otroke sirote, naj se dobi z mano za tistole pečino." Omar se je preselil v Medino v spremstvu bratranca in svaka Sajida ibn Zaida.

### Življenje v Medini
Ko je Mohamed prispel v Medino, je pobratil vsakega priseljenca (muhadžir) z enim od prebivalcev mesta (Ansari). Mohamed ibn Maslama se je združil z Omarjem v brata v veri. 
Muslimani so v Medini živeli v miru približno eno leto, potem pa so Kuraiši zbrali vojsko, da bi jih napadli.
Leta 624 je Omar sodeloval v prvi bitki med muslimani in Kuraiši iz Meke, tj. v bitki pri Badru. Leta 625 se je udeležil bitke pri Uhudu. V drugi fazi bitke, ko je konjenica Halida ibn Valida napadla muslimansko zaledje in preobrnila vojno srečo, so se začeli širiti glasovi  o Mohamedovi smrti in številni muslimanski bojevniki so bili izrinjeni iz bojišča, med njimi tudi Omar. Ko pa je slišal, da je Mohamed še živ, je odšel k Mohamedu na goro Uhud in se pripravil na obrambo.
Kasneje tega leta je Omar sodeloval v pohodu proti judovskemu plemenu Banu Nadir.
Leta 625 se je Omarjeva hči Hafsa poročila z Mohamedom.
Kasneje leta 627 je sodeloval v bitki pri jarku in tudi v bitki pri Banu Kurajza. Leta 628 je bil Omar prisoten ob sklenitvi Hudajbijskega sporazuma.
Leta 628 se je boril v bitki pri Hajbarju. Leta 629 je Mohamed poslal Amr ibn al-A'asa v Zaat-ul-Sallasal, nato pa Abu Ubaida ibn al Jarraha z okrepitvami, med njimi z Abu bakrom in Omarjem, nakar so napadli in premagali sovražnika.
Leta 630, ko so muslimanske vojske hitele osvojit Meko, je bil  Omar v njihovih vrstah. Kasneje leta 630 se je boril v bitki pri Hunainu in pri obleganju Taife. Bil je del muslimanske vojske v bitki pri Tabuku pod Mohamedovim poveljstvom in po poročilih je dal polovico svojega bogastva za pripravo te odprave. Bil je z Mohamedom na njegovem  poslovilnem hadžu leta 632.

### Smrt Mohameda
Ko je Mohamed umrl 8. junija 632, Omar sprva ni verjel, da je mrtev. Rečeno je, da je Omar obljubil, da bo odsekal glavo vsakomur, ki bi rekel, da je Mohamed umrl. Omar je rekel: "Ni umrl, ampak je šel k svojemu gospodu, tako kot  je odšel Mojzes, odsoten je bil od svojega ljudstva štirideset noči, potem pa se je vrnil k njim. Pri Alahu, prerok se bo resnično vrnil, tako kot se je Mojzes vrnil (svojemu ljudstvu) in odsekal bo roke in noge tistim, ki so trdili, da je umrl." Abu Bakr nato je javno v mošeji govoril zbranim rekoč: 
Kdor je častil Mohameda, naj ve, da je Mohamed umrl, in kdor je častil Alaha, naj ve, da Alah živi in nikoli ne bo umrl.
Abu Bakr je potem recitiral tele verze iz Korana: 
Mohamed je samo prerok; preroki (tako kot on) so umrli pred njim. Če potem umre ali če ga ubijejo, boš obrnil svoj korak?
Ko je to slišal, je Omar v žalosti in obupu padel na kolena. Sunitski muslimani pravijo, da je vzrok za zanikanje Mohamedove smrti bila njegova globoka ljubezen do preroka.

## Ustanovitev kalifata
Omarjeva politična sposobnost arhitekta kalifata se je prvič pokazala po smrti Mohameda 8. junija 632. Organizatorji Mohamedovega pogreba (ansar, pomočniki), Mohamedovi privrženci iz Medine, so na obrobju mesta organizirali sestanek, na katerem so izločili priseljence (muhadžir), med njimi tudi Omarja. Omarju je za to srečanje povedal Sakifah Bani Sadah. Omar je na srečanje s seboj vzel še dva muhadžirja, Abu Bakra in Abu Ubaida ibn al-Jarraha, verjetno zato, da bi prekrižal načrte ansarjev za politično ločitev. Ko je prišel na srečanje, se je Omar soočil z enotno skupnostjo plemen iz Ansarja, ki ni bila pripravljena sprejeti vodstva muhadžirjev. Vendar se Omar ni dal premakniti v svojem prepričanju, da bi moral biti kalifat pod nadzorom muhadžirjev. Čeprav se Hazradž niso strinjali, je Omar po napetih pogajanjih, ki so trajala nekaj dni, briljantno razdelil Ansar v stari sprti stranki plemen Avs in  Kazraj. Omar je razrešil nasprotja tako, da je položil roko na roko Abu Bakra kot kandidata za enotnost zbranih v Sakifi. Ostali v Sakifi so se mu pridružili, z izjemo plemena Kazraj in njihovega vodje, Said ibn Ubada, ki so bili zaradi tega izvrženi. Za pleme Kazraj pravijo, naj ne bi predstavljalo večje grožnje, saj je bilo dovolj vojnih mož iz plemen v Medini, kot je recimo Banu Avs, da so takoj organizirali telesno stražo za Abu Bakra.
Wilferd Madelung povzema Umarjevo vlogo: 
 
Omar je presodil, da je izid skupščine "prenagljen in nepremišljen" zaradi odsotnosti večine uglednih Muhadžirov, tako lastne družine in klana  preroka - njih prisotnost je po njegovem mnenju  bila ključnega pomena za vsak zakonit posvet (šura, mašvara). V bodoče to ne sme biti precedens, je opozoril skupnost. Kljub temu pa se je postavil za izid, rekoč, da muslimani hrepenijo po Abu Bakru bolj kot po komerkoli drugem. Poleg tega se je opravičil za to, da so bili prisotni Muhadžirji prisiljeni zahtevati takojšnjo prisego zvestobe, saj Ansarjem ne bi bilo mogoče zaupati, da bi čakali na zakonito posvetovanje, in bi tako, po odhodu ljudi iz Meke,  lahko da izvolili enega izmed svojih. Drug razlog, da je Umar obsodil sestanek Sakifa kot falta, je bil nedvomno njegov burni in nedostojanstveni konec, saj so on in njegovi privrženci napadli bolnega vodjo Kazrajev Sa'da bin Ubado, da bi ga naučili lekcijo, če ne celo ubili, ker si je upal izpodbijati edino pravico Kurejišev za vlado. Ta nasilni konec srečanja poleg tega kaže, da Ansarji niso bili vsi prevzeti z modrostjo in zgovornostjo Abu Bakrovega govora in so ga sprejeli kot najboljšo izbiro za nasledstvo. Ne bi imelo smisla pretepati poglavarja Khazrajija, ko bi vsi prisegali na zvestobo Umarjevemu kandidatu. Precejšnje število Ansarjev, verjetno zlasti iz plemena Kazraj, se je zagotovo uprlo vodstvu Muhadžirjev.
Glede na različne Dvanajst Šiiti viri in Madelung, Omar in Abu Bakr sta dejansko izvedla politični udar proti Ali v Sakifi Po eni različici pripovedi v primarni viri, Umar in Abu Bakr naj bi prav tako uporabila silo, da bi poskušala zagotoviti zvestobo Alija in njegove stranke. O njem poročajo predvsem v perzijskih zgodovinskih virih, napisanih 300 let kasneje, na primer v Zgodovina al-Tabarija, da je Abu Bakr po Alijevi zavrnitvi poklonitve poslal Omarja z oboroženim kontingentom v Fatimino hišo, v kateri naj bi se zbrali Ali in njegovi podporniki. Poročali so, da je Omar opozoril tiste v hiši, da bo hišo požgal, če Ali ne bo podlegel Abu Bakru, tako da je bil Ali prisiljen kapitulirati. To različico dogodkov, ki so jo šiitski učenjaki v celoti sprejeli, na splošno sunitski učenjaki zavračajo; glede na druga poročila v svoji literaturi verjamejo, da je Ali Abu Bakru prisegel zavezništvo brez kakršnih koli zadržkov. Vendar pa drugi sunitski in šiitski viri trdijo, da Ali ni prisegel zvestobe Abu Bakru po izvolitvi, ampak šest mesecev kasneje po smrti svoje žene Fatime, ka postavlja pod vprašaj pripoved al-Tabarija. Kakor koli že, sunitski in šiitski računi se strinjajo, da je Ali menil, da bi ga, preden je šel na sestanek z Ansarjem, moral Abu Bakr o tem obvestiti in da je Ali Abu Bakru prisegel zvestobo.
Zahodni učenjaki se običajno strinjajo, da je Omar verjel, da ima jasen mandat za naslednika Mohameda,  vendar ponujajo različna stališča glede obsega uporabe sile in poskusa ustrahovanja Alija in njegovih podpornikov. Madelung na primer ne verjame v možnost uporabe sile in trdi, da:
 Verjetno posameznih poročil o uporabi sile proti Aliju in Banu Hašim, ki šest mesecev soglasno niso hoteli priseči zvestobe, ni jemati resno. Abu Bakr je bil brez dvoma dovolj moder, da je Omarja brzdal pred vsakim nasiljem nad njimi, saj se je zavedal, da bi s tem nedvomno izzval občutek solidarnosti večine Abdul Manaf, katerih dobro voljo je potreboval. Madelung, 1997. str. 43. Njegova politika ni bila kar se da izolirati Banu Hašim.
Po mnenju Toma Hollanda je Omarjeva zgodovinskost nesporna. Armenski škof piše kakih deset let po Kadiziji o Omarju kot "mogočnem vladarju, ki usklajuje prodor sinov Ismaela iz globin puščave". Tom Holland piše: "Kar je neprimerljivo dodalo njegovemu prestižu, so bile njegove posvetne lastnosti generalisima, ki so se dopolnjevale z izredno značilno vrsto vrlin. Namesto da bi kot opica oponašal Cezarja, kot so to storili Gasanidski kralji, se je na primer naslonil na povsem drugačno vrsto Kristjana. Umarjeva ponočena oblačila, njegova prehrana s kruhom, soljo in vodo ter njegovo zavračanje svetovnega bogastva bi vsakogar, ki ne bi bil doma v puščavah onkraj Palestine, spomnili na zelo posebno vrsto človeka. Menihi iz Judejskie puščave so se že dolgo imenovali za Božje bojevnike. Dosežek Omarja je bil, da je te vrste jezik pripeljal do dobesedne in dotlej nepredstavljive skrajnosti."

## Obdobje Abu Bakra
Zaradi občutljivih političnih razmer v Arabiji je Omar sprva bil proti vojaškim operacijam proti tamkajšnjim uporniškim plemenom,  v upanju, da pridobi njihovo podporo v primeru invazije Rimljanov ali Perzijcev. Kasneje pa se je strinjal s strategijo Abu Bakra, da na silo zatre upor. Konec leta 632 je Halid ibn valid po zaporednih zmagah proti upornikom uspešno združil Arabijo. Med kasnejšo lastno vladavino je Omar večinoma sprejel politiko izogibati se vojnam in utrjevati svojo moč  v zajetih deželah, namesto da z nenehnim vojskovanjem širi svoj imperij.
Omar je Abu Bakru svetoval, naj sestavi Koran v obliki knjige, potem ko je 300 huffov (na pamet naučenih Korana) umrlo v Bitka pri Jamami.

### Imenovanje za kalifa
Abu Bakr je Omarja imenoval za svojega naslednika, preden je umrl leta 634. Zaradi svoje stroge in avtokratske narave Umar ni bil zelo priljubljena osebnost med pomembnimi Medine in člani Madžlis al Šura; tako so visoki družabniki Abu Bakra skušali odvrniti od tega, da imenuje Omarja.
Kljub temu se je Abu Bakr odločil, da bo Omar postal njegov naslednik.
Omar je bil znan po svoji izjemni volji, inteligenci, politični pronicljivosti, nepristranskosti, pravičnosti in skrbi za revne.
Poroča se, da je Abu Bakr povedal visokim svetovalcem:
Njegova (Omarjeva) strogost je bila zaradi moje mehkobe, da ko bo teža kalifata na njegovih ramenih, ne bo več ostal strog. Če me bo bog vprašal, koga sem postavil za svojega naslednika , mu bom povedal, da sem med vašimi možmi izbral najboljšega moža.
Abu Bakr se je zavedal Omarjeve moči in sposobnosti, da ga nasledi. Bil je morda eden najbolj gladkih prehodov oblasti z ene oblasti na drugo v muslimanskih deželah.
Pred smrtjo je Abu Bakr poklical Utman, da napiše oporoko, v kateri je Omarja razglasil za svojega naslednika. V svoji oporoki je Omarju naročil, naj nadaljuje z osvajanji v Iraku in v Siriji.

## Vlada kot kalif

### Začetni izzivi
Čeprav so skoraj vsi muslimani dali svojo obljubo zvestobe Omarju, so se ga bali bolj kot ga ljubili. Po Mohamedu Huseinu Hajkalu je bil prvi izziv za Omarja pridobiti na svojo stran svoje podanike in člane Madžlis al Šura.
Omar je bil nadarjen govornik in s svojo sposobnostjo je boljšal svoj ugled med ljudmi.
Mohamed Husein Hajkal je zapisal, da je Umarju bilo pomembno dobro počutje revnih in prikrajšanih.
Da bi izboljšal svoj ugled in odnos s plemenom Ali,  Banu Hašim, pleme Ali, jim je Omar prisodil sporne posesti v Hajberju. Držal se je  odločitve Abu Bakra glede sporne dežele Fidak in jo dalje obravnaval kot državno lastnino.
V Vojnah Ridda so med odpravami zajeli kot sužnje na tisoče zapornikov iz uporniških in odpadniških plemen. Omar je ukazal splošno amnestijo za zapornike in njihovo takojšnjo osvoboditev. Zaradi tega je bil Omar med beduinskimi plemeni precej priljubljen. S potrebno javno podporo na svoji strani je Omar sprejel drzno odločitev, da Halida ibn valida odpokliče z mesta vrhovnega poveljnika na bizantinski fronti.

### Politična in civilna uprava
Vlada Omarja je bila enotna vlada, kjer je bila suverena politična oblast v rokah kalifa.  Omarjevo cesarstvo je bilo razdeljeno na province in nekatera avtonomna ozemlja, npr., Azerbajdžan in Armenija, ki so bila sprejela  suverenost kalifata.  Province so upravljali deželni guvernerji ali valiji, ki jih je osebno in skrbno izbral Omar. Province so bile dalje razdeljene na približno 100 okrožij. Vsako okrožje ali glavno mesto je bilo pod vodstvom mlajšega guvernerja ali emirja, ki ga je običajno imenoval Omar sam, občasno pa ga je imenoval tudi deželni guverner. Drugi častniki na deželni ravni so bili:
1. Katib, glavni sekretar
2. Katib-ud - vojaški sekretar
3. Sahib-ul-Kharaj, zbiralec prihodkov
4. Sahib-ul-Adat - šef policije
5. Sahib-Bait-ul-Mal - zakladnik
6. Kadija - glavni sodnik.

V nekaterih okrožjih so bili ločeni vojaški častniki, čeprav vali je bil v večini primerov vrhovni poveljnik vojske, ki je bila nastanjena v provinci. 
Vsako imenovanje je bilo pisno. Ob imenovanju je bil izdan instrument z navodili, ki je urejal valijevo ravnanje. Ob prevzemu funkcije je vali moral zbrati ljudi v glavni mošeji in jim prebrati instrument z navodili zanj.
Omarjeva splošna navodila njegovim častnikom so bila:
Ne pozabite, da vas nisem imenoval za poveljnike in tirane nad ljudstvom. Namesto tega sem vas poslal kot voditelje, da bi ljudje sledili vašemu zgledu. Dajte muslimanom njihove pravice in jih ne teptajte, da ne bodo čutili zlorabljeni. Ne hvalite jih neupravičeno, da ne zapadejo v zmoto napuha. Ne zapirajte jim svojih vrat pred njihovimi obrazi, da močnejši med njimi ne požrejo šibkejših. In ne obnašajte se, kot da bi bili jim nadrejeni od njih, bi to pomenilo tiranijo.
Guvernerji in državni uradniki naj bi upoštevali različne druge stroge kodekse ravnanja. Glavni častniki so morali na hadž v Meko, pri tem so ljudje lahko zoper njih vložili kakršno koli pritožbo. Da bi zmanjšali možnosti za korupcijo, je Omar poskrbel, da osebju plačuje visoke plače. Deželni guvernerji so poleg svojih deležev vojnega plena letno prejeli kar pet do sedem tisoč dirhamov (če so bili tudi vrhovni poveljnik vojske svojega sektorja). 
Pod Omarjem je bilo cesarstvo razdeljeno na naslednje province:
1. Meka (Arabija)
2. Medina (Arabija)
3. Basra (Irak)
4. Kufa (Irak)
5. Džazira, v zgornjem toku Tigrisa in Evfrata
6. Sirija
7. Ilium (إلياء) (Palestina)
8. Ramlah (Palestina)
9. Gornji Egipt
10. Spodnji Egipt
11. Horasan (Perzija)
12. Azerbajdžan (Perzija)
13. Fars (Perzija)

Omar je najprej ustanovil poseben oddelek za preiskovanje pritožb zoper državne uradnike. Ta oddelek je deloval kot upravno sodišče, sodni postopek je osebno vodil Umar.
Oddelek je pod dogovornostjo Mohameda ibn Maslamaha, enega od najbolj zaupanja vrednih Umarjevih mož. V pomembnih primerih je Omar poslal Mohameda ibn Maslamo, da nadaljuje na kraju samem, razišče obtožbo in ukrepa. Včasih je bila ustanovljena preiskovalna komisija za preiskavo obtožbe. Občasno so bili policisti, zoper katere so bile prejete pritožbe, poklicani v Medino in obtoženi na Omarjevem upravnem sodišču.
Omar je bil znan po tej obveščevalni službi, s katero je svoje uradnike poskrbel za njih odgovornost. Ta služba naj bi tudi pri njegovih podložnikih vzbujala strah.
Omar je bil pionir v nekaterih zadevah:
1. Omar je bil prvi, ki je uvedel sistem javnega ministrstva, kjer so se vodile evidence uradnikov in vojakov. Vodil je tudi sistem evidenc sporočil, ki jih je pošiljal guvernerjem in voditeljem držav.
2. Bil je prvi, ki je imenoval policijske sile za vzdrževanje civilnega reda.
3. Bil je prvi, ki je discipliniral ljudi, če je prišlo do neredov.[53]

Drug pomemben vidik Omarjeve vladavine je bil, da je svojim guvernerjem in agentom prepovedal kakršno koli zasebno poslovanje, medtem ko so bili na položaju. Za Omarjevega agenta po imenu Al Al Harit ibn Kab ibn Vahb  je bilo nekoč ugotovljeno, da ima dodatno premoženje, ki presega njegovo plačo, in Omar se je pozanimal o njegovem bogastvu. Al Harit je odgovoril, da ima nekaj denarja in z njim trguje. Omar povedal: Pri Alahu, nismo te poslali, da trguješ! in vzel mu je dobiček, ki ga je bil ustvaril.